# 華新駅
座標: 北緯22度33分07秒 東経114度04分57秒 / 北緯22.55185度 東経114.08251度
華新駅（かしんえき）は、中華人民共和国深圳市福田区に位置する深圳地下鉄3号線・7号線の駅である。

## 駅構造
島式ホーム2面4線、ホームドアを有する地下駅である。
| 竜崗線ホーム (B2F) | ←■3号線 益田方面           |
| 竜崗線ホーム (B2F) | 島式ホーム                 |
| 竜崗線ホーム (B2F) | ■3号線（使用されていない） |
| 竜崗線ホーム (B2F) | 島式ホーム                 |
| 竜崗線ホーム (B2F) | ■3号線 双竜方面→           |
| 西麗線ホーム (B3F) | ←西麗線 麗水方面           |
| 西麗線ホーム (B3F) | 島式ホーム                 |
| 西麗線ホーム (B3F) | 7号線 太安方面→            |

## 歴史
- 2011年6月22日 - 開業。

## 隣の駅
深圳地下鉄
■ 3号線
通新嶺駅 - 華新駅 - 蓮花村駅